# Julia Vignali
Julia Vignali (* 13. Juli 1975 in Paris) ist eine französische Filmschauspielerin und Moderatorin.

## Leben
Julia Vignali ist Tochter italienischer Einwanderer. Ab 2000 nahm sie Schauspielunterricht und war zunächst überwiegend in Werbespots zu sehen. Ab 2008 spielte sie „Audrey“ in der TF1-Serie Seconde Chance und wurde somit landesweit bekannt. Es folgten Stationen als Wettermoderatorin bei Canal+, als Moderatorin des Nachmittagsmagazins bei France 5 oder als Moderatorin der kulinarischen Show Le Meilleur Pâtissier bei M6. Seit 2021 moderiert sie das Frühstücksfernsehen Télématin bei France 2.

## Filmografie (Auswahl)
- 2002: La vie devant nous (Fernsehsendung, 3 Folgen)
- 2008–2010: Seconde Chance (Fernsehserie, 145 Folgen)
- 2018: Die Sch’tis in Paris – Eine Familie auf Abwegen (La Ch’tite Famille)
- 2018: Meine wunderbare Scheidung (Brillantissime)
- 2018: Le doudou